# Lysistrata
Lysistrata – wymarły rodzaj owadów z rzędu muchówek i rodziny lwinkowatych. W zapisie kopalnym znany z kredy.
Były to muchówki o ciele długości od 5,08 do 5,75 mm u samic i 3,4 mm u jedynego znanego samca. Ich czułki miały prawie paciorkowaty biczyk, zbudowany z siedmiu lub ośmiu krótkich, zwężonych ku wierzchołkom członów. Skrzydła samic miały od 2,01 do 3,05 mm długości. Ich użyłkowanie odznaczało się sektorem radialnym biorącym początek w odsiebnej ⅓ żyłki radialnej, trzonem żyłki R4+5 prostym i brakiem komórki m3.
Takson ten wprowadzony został w 2011 roku przez Davida A. Grimaldiego i Antonio Arillo. Dotychczas opisano 2 gatunków z tego rodzaju:
- Lysistrata burmensis Liu et al., 2016 – opisany na podstawie inkluzji samicy i samca, pochodzących z okresu między górnym albem a dolnym cenomanu, odnalezionej w północnej Mjanmie. Biczyk czułków miał ośmioczłonowy, z pierwszym członem dużym, a ostatnim wydłużonym. Czwarta odnoga żyłki radialnej była stosunkowo krótka i ustawiona pod kątem względem piątej odnogi. Komórka dyskoidalna była dwukrotnie dłuższa niż szersza[2].
- Lysistrata eremita Grimaldi et Arillo, 2011 – opisany na podstawie inkluzji samicy pochodzącej z albu i odnalezionej w Hiszpanii. Biczyk czułków miał siedmioczłonowy, przy czym połączenia między jego trzema początkowymi członami były słabo zaznaczone. Użyłkowanie cechowało się żyłką R4 długą, u nasady zakrzywioną i prawie równolegle biegnącą do żyłki R5 oraz komórką dyskoidalną około 3,5 raza dłuższą niż szerszą[1].